# Omaha Sessions
Omaha Sessions es el primer álbum recopilatorio de la banda estadounidense de rock alternativo, 311, que fue publicado en octubre de 1998 por What Have You Records, sello discográfico del vocalista del grupo Nick Hexum.
El álbum se vendió solo a través de su sitio web en octubre de 1998, y contiene remasterizaciones de las canciones más destacadas de sus tres álbumes independientes lanzados previamente: Dammit!, Hydroponic y Unity. La mayoría de estas canciones son anteriores a la integración a tiempo completo de SA Martinez en la banda; por lo tanto, no aparece con tanta frecuencia como en álbumes posteriores.

## Lista de canciones
Todas las canciones fueron escritas por 311.
| CD    |                                 |          |  |
| N.º   | Título                          | Duración |  |
| 1.    | «Soulsucker» (new mix)          | 4:51     |  |
| 2.    | «Today My Love» (new mix)       | 4:20     |  |
| 3.    | «Slinky» (new mix)              | 5:15     |  |
| 4.    | «Summer of Love»                | 5:06     |  |
| 5.    | «Damn»                          | 3:32     |  |
| 6.    | «Down South»                    | 3:29     |  |
| 7.    | «Rollin'»                       | 3:10     |  |
| 8.    | «Right Now»                     | 4:11     |  |
| 9.    | «This Too Shall Pass» (new mix) | 4:21     |  |
| 38:19 |                                 |          |  |

## Personal
| 311 - Nick Hexum – vocalista principal, guitarra - SA Martinez – voces - Chad Sexton – batería, percusión - Tim Mahoney – guitarra - P. Nut – bajo - Jim Watson – guitarra en «This Too Shall Pass» | Producción - 311 – productor, mezclas, grabación - J.E. Van Horne – productor, mezclas, grabación (tracks 1 a 8) - Tom Lippold – productor, mezclas, grabación (track 9) - Scotch Ralston – remezclas (tracks 1, 2, 3 y 9) - Joe Gastwirt – remasterización - Oceanview – remasterización - Pawn Shop Press – dirección de arte y diseño - Nils Anders Erickson – fotografías |